# Herzogtum Gniewkowo

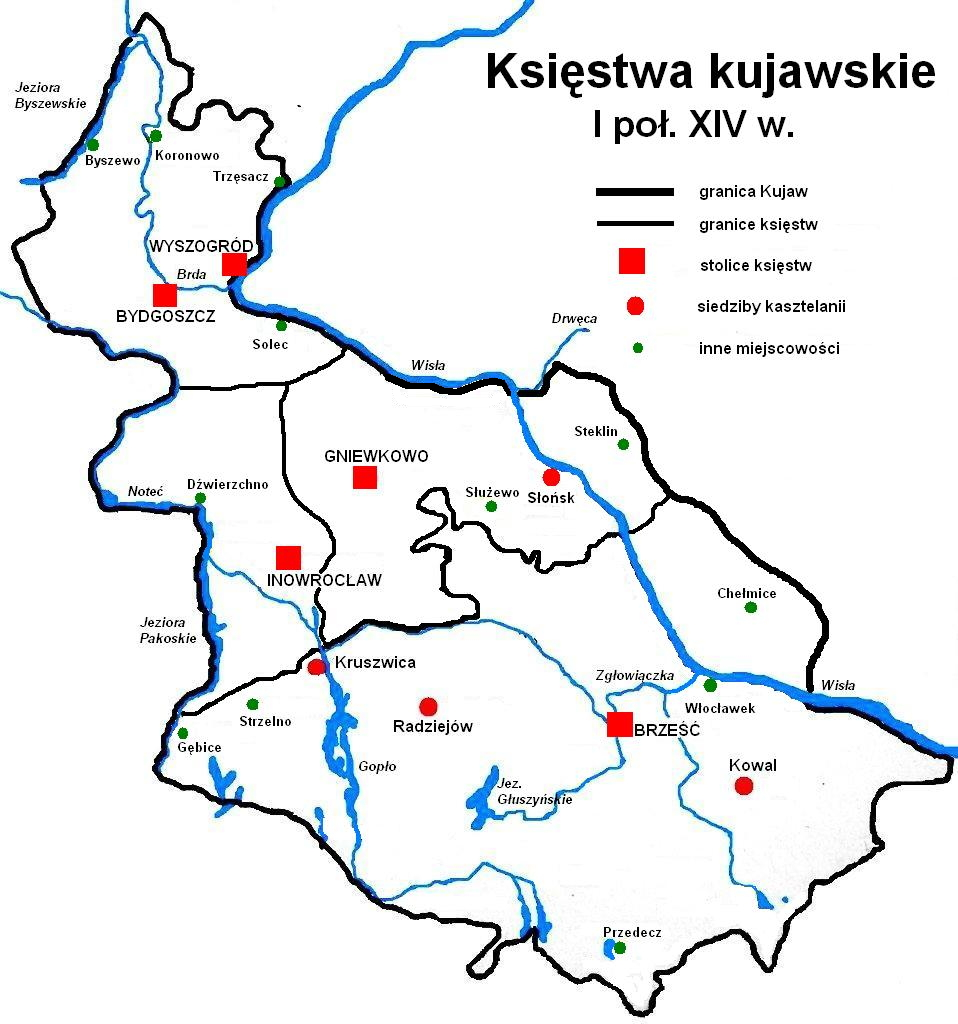
Aufteilung des Herzogtum Kujawien im 14. Jahrhundert, Herzogtum Gniewkowo mittig

Das Herzogtum Gniewkowo (polnisch Księstwo gniewkowskie, lateinisch Ducatus Gnewkovie) war ein Teilfürstentum Polens von 1314/1315 bis 1377 mit der Hauptfeste in Gniewkowo. 

## Geschichte
1314/1315 wurde das Herzogtum Inowrocław zwischen den Brüdern Kasimir von Kujawien, Leszek von Kujawien und Przemysł von Kujawien geteilt. Den mittleren Teilen der Weichsel mit den Kastelleien Gniewkowo und Słońsk. Im Krieg des Deutschen Ordens gegen Polen besetzte der Deutsche Orden 1332 das Herzogtum und gab es nach dem Frieden von Kalisz 1343 wieder zurück. Nach ihm übernahm sein Sohn Ladislaus der Weiße das Herzogtum. Er verpfändete es 1364 an den polnischen König Kasimir den Großen, versuchte jedoch nach dessen Tod das Herzogtum 1373 zurückzuerobern, musste sich jedoch 1374 zunächst nach Drezdenko zurückziehen. Er machte zudem als Mitglied der Dynastie der kujawischen Piasten Ansprüche auf den polnischen Königsthron geltend. 1375 versuchte er nochmals mit der Hilfe des Deutschen Ordens das Herzogtum zu erobern, verlor jedoch die Schlacht von Gniewkowo und zog sich auf die Burg Złotoria zurück, die er nach der Belagerung durch königliche Truppen aufgeben musste. Bei der Belagerung wurde Kasimir von Pommern, der im Auftrag des polnischen Königs Ludwig der Große die Belagerung leitete, verletzt und starb knapp zwei Jahre später an den Verletzungen. 1377 kaufte der polnischen Ludwig der Große das Herzogtum von Ladislaus der Weiße ab, seither war es Teil der Woiwodschaft Brześć Kujawski im Königreich Polen. Ladislaus der Weiße ging daraufhin ins Exil nach Ungarn und später Frankreich, wo er in die geistlichen Stand wechselte.

## Herzöge
- Kasimir von Kujawien 1314/1315–1332

Besetzung durch den Deutschen Orden 1332–1347
- Kasimir von Kujawien 1347–1350
- Ladislaus der Weiße 1350–1364

Verpfändung an das Königreich Polen 1364–1373